# Tom Warren
Tom Warren (1951) was een Amerikaans triatleet uit San Diego. Hij won op 35-jarige leeftijd de Ironman Hawaï in 1979 met een finishtijd van 11:15.56. Dit was de tweede Ironman die ooit gehouden werd.
Hoewel hij in 1981 meer dan een uur van zijn finishtijd af haalde, moest hij genoegen nemen met een tweede plaats. Met ongeveer een half uur achterstand eindigde hij achter de eveneens Amerikaan John Howard. Warren's finishtijd was hier 10:04.38.

## Titels
- Wereldkampioen triatlon op de Ironman-afstand - 1979

## Belangrijke prestaties

### triatlon
- 1979:  Ironman Hawaï - 11:15.56
- 1980: 4e Ironman Hawaï - 10:49.16
- 1981:  Ironman Hawaï - 10:04.38
- 1982: 10e Ironman Hawaï (feb) - 10:18.06

1978 Gordon Haller ·
1979 Tom Warren ·
1980 Dave Scott ·
1981 John Howard ·
1982 (feb.) Scott Tinley ·
1982 (okt.) Dave Scott ·
1983 Dave Scott ·
1984 Dave Scott ·
1985 Scott Tinley ·
1986 Dave Scott ·
1987 Dave Scott ·
1988 Scott Molina ·
1989 Mark Allen ·
1990 Mark Allen ·
1991 Mark Allen ·
1992 Mark Allen ·
1993 Mark Allen ·
1994 Greg Welch ·
1995 Mark Allen ·
1996 Luc Van Lierde ·
1997 Thomas Hellriegel ·
1998 Peter Reid ·
1999 Luc Van Lierde ·
2000 Peter Reid ·
2001 Tim DeBoom ·
2002 Tim DeBoom ·
2003 Peter Reid ·
2004 Normann Stadler ·
2005 Faris Al-Sultan ·
2006 Normann Stadler ·
2007 Chris McCormack ·
2008 Craig Alexander ·
2009 Craig Alexander ·
2010 Chris McCormack ·
2011 Craig Alexander ·
2012 Sebastian Kienle ·
2013 Frederik Van Lierde ·
2014 Pete Jacobs ·
2015 Jan Frodeno ·
2016 Jan Frodeno ·
2017 Patrick Lange ·
2018 Patrick Lange ·
2019 Jan Frodeno